# أندريس موسكيرا (لاعب كرة قدم مواليد 1991)
أندريس موسكيرا (بالإسبانية: Andrés Mosquera Marmolejo)‏ هو لاعب كرة قدم كولومبي في مركز حراسة المرمى، ولد في 10 سبتمبر 1991 في كاربا في كولومبيا. شارك مع منتخب كولومبيا تحت 20 سنة لكرة القدم. أما مع النوادي، فقد لعب مع أتليتيكو بوكارامانغا وأمريكا دي كالي.

## وصلات خارجية
- أندريس موسكيرا (لاعب كرة قدم مواليد 1991) على موقع قاعدة بيانات كرة القدم.إي يو (الإنجليزية)
- أندريس موسكيرا (لاعب كرة قدم مواليد 1991) على موقع ناشيونال فوتبول تيمز (الإنجليزية)
- أندريس موسكيرا (لاعب كرة قدم مواليد 1991) على موقع Soccerway.com (الإنجليزية)